# Суслов, Николай Яковлевич
Николай Яковлевич Суслов (9 декабря 1934, село Крапивинцы, теперь Арбажского района Кировской области Российская Федерация — погиб 5 сентября 1982, Ленинград) — советский деятель, 2-й секретарь Ленинградского городского комитета КПСС, 2-й секретарь Ленинградского областного комитета КПСС. Член ЦК КПСС в 1981—1982 годах.

## Биография
Родился в многодетной крестьянской семье. В 1954 году окончил Рижское мореходное училище.
В 1954—1956 годах — матрос, штурман на судах Черноморского и Балтийского морских пароходств.
В 1956—1961 годах — курсант Ленинградского высшего инженерного морского училища имени адмирала Макарова.
Член КПСС с 1961 года.
В 1961—1963 годах — секретарь комитета ВЛКСМ Балтийского морского пароходства.
В 1963—1964 годах — первый помощник капитана по политической работы на судах заграничного плавания Балтийского морского пароходства.
Окончил курсы Высшей партийной школы ЦК КПСС.
В 1965—1966 годах — первый помощник капитана по политической работы на судах заграничного плавания Балтийского морского пароходства.
В 1966—1969 годах — заместитель секретаря партийного комитета Балтийского морского пароходства.
В 1969—1970 годах — заместитель заведующего, в 1970—1975 годах — заведующий отделом транспорта и связи Ленинградского областного комитета КПСС.
В 1975—1979 годах — 1-й секретарь Петроградского районного комитета КПСС города Ленинграда
В 1979—1980 годах — секретарь Ленинградского городского комитета КПСС.
В 1980 году — 2-й секретарь Ленинградского городского комитета КПСС.
31 октября 1980 — 5 сентября 1982 года — 2-й секретарь Ленинградского областного комитета КПСС.
5 сентября 1982 трагически погиб во время автомобильной катастрофы.

## Награды и звания
- орден Трудового Красного Знамени
- орден Дружбы народов
- медали